# تعداد العوالق الحيوانية البحرية
تعداد العوالق الحيوانية البحرية هو مشروع ميداني لتعداد الحياة البحرية التي تهدف إلى إنتاج تقييم عالمي للتنوع النسبي والكتلة الحيوية، التوزيع الجغرافي الحيوي، والتنوع الوراثي لأكثر من 7000 نوع موصوف من العوالق الحيوانية التي CMarZ يركز على أعماق البحار، المناطق التي لا تخضع لعينات، والنقاط CMarZ تنجرف تيارات المحيطات طوال حياتها الساخنة للتنوع البيولوجي. من 2004 لغاية 2011، آن باكلين كان العالم الرئيسي للمشروع.
تلعب التكنولوجيا دورا كبيرا في أبحاث CMarZ، بما في ذلك استخدام أخذ العينات المورفولوجية والجزيئية المتكاملة من خلال ترميز الحمض النووي. CMarZ يجعل مجموعات البيانات الخاصة به متاحة عبر قاعدة بيانات CMarZ.